# Czarna (gromada ad Tarnów)
Czarna (ad Tarnów) – dawna gromada, czyli najmniejsza jednostka podziału terytorialnego Polskiej Rzeczypospolitej Ludowej w latach 1954–1972.
Gromady, z gromadzkimi radami narodowymi (GRN) jako organami władzy najniższego stopnia na wsi, funkcjonowały od reformy reorganizującej administrację wiejską przeprowadzonej jesienią 1954 do momentu ich zniesienia z dniem 1 stycznia 1973, tym samym wypierając organizację gminną w latach 1954–1972.
Gromadę Czarna (ad Tarnów) z siedzibą GRN w Czarnej ad Tarnów (w obecnym brzmieniu Czarna) utworzono – jako jedną z 8759 gromad na obszarze Polski – w powiecie dębickim w woj. rzeszowskim na mocy uchwały nr 19/54 WRN w Rzeszowie z dnia 5 października 1954. W skład jednostki weszły obszary dotychczasowych gromad Czarna ad Tarnów, Borowa (bez przysiółka Katary), Jaźwiny i Jawornik (bez przysiółka Jawornik Nowy) oraz przysiółek "Golemki" z dotychczasowej gromady Głowaczowa ze zniesionej gminy Czarna ad Tarnów w tymże powiecie. Dla gromady ustalono 27 członków gromadzkiej rady narodowej.
31 grudnia 1961 do gromady Czarna włączono wieś Zdziary ze zniesionej gromady Machowa oraz wieś Chotowa ze zniesionej gromady Lipiny w tymże powiecie.
Gromada przetrwała do końca 1972 roku, czyli do kolejnej reformy gminnej. 1 stycznia 1973 w powiecie dębickim reaktywowano gminę Czarna.
Uwaga: Nie mylić z gromadą Czarna Sędziszowska w tym samym powiecie w latach 1954–55.